# Fritz Garvens
Friedrich Garvens (* 26. August 1934 in Riede; † 16. Februar 2020) war ein deutscher Gymnasiallehrer und Heimatforscher.

## Leben
Garvens besuchte ab 1946 das Alte Gymnasium in Bremen und legte dort 1954 sein Abitur ab. An den Universitäten Frankfurt a. M., Madrid, Paris und Münster in Westfalen studierte er Romanistik und Allgemeine Sprachwissenschaft. Das Studium schloss er 1961 mit der Promotion in Münster ab. Seine umfangreichen Forschungen zur Toponymie Nordspaniens führte er weiter und veröffentlichte dazu ein Buch in spanischer Sprache.
Von 1962 bis 1989 arbeitete Garvens als Gymnasiallehrer in Bremen und unterrichtete dort von 1965 bis 1989 am Kippenberg-Gymnasium die Fächer Latein, Französisch und Spanisch. Von 1989 an sammelte er in Archiven in Niedersachsen und Bremen umfangreiches Material und verfasste mehrere Bücher zur Geschichte der Samtgemeinde Thedinghausen. Ein Teil seines Nachlasses wird im Kreisarchiv Verden aufbewahrt.

## Veröffentlichungen
- Die vorrömische Toponymie Nordspaniens. Dissertation, Philosophische Fakultät der Universität Münster, Münster 1961, 265 S.
- Die Scholvin-Chronik (überliefert von Eduard Hirte). Hrsg.: Heimatverein Samtgemeinde Thedinghausen, Thedinghausen 1995; ISBN 3-931699-00-5
- Das Kriegsende in unserer Heimat. Thedinghausen 1996; ISBN 3-931699-01-3
- Heimatbuch Riede, Felde, Heiligenbruch. Syke 1996; ISBN 3-923965-05-2
- Geschichten aus unserer Heimat. Hrsg.: Heimatverein Samtgemeinde Thedinghausen, Thedinghausen 1997; ISBN 3-931699-02-1
- Samtgemeinde Thedinghausen. Hrsg.: Heimatverein der Samtgemeinde Thedinghausen, Thedinghausen 1998; ISBN 3-931699-03-X
- Geschichten aus alter und neuer Zeit. Hrsg.: Heimatverein der Samtgemeinde Thedinghausen, Thedinghausen 1999; ISBN 3-931699-03-X
- Kriegsende und Nachkriegszeit in unserer Zeit. Hrsg.: Heimatverein der Samtgemeinde Thedinghausen, Thedinghausen 2000; ISBN 3-931699-05-6
- Der Erbhof in Thedinghausen. Hrsg.: Heimatverein der Samtgemeinde Thedinghausen, Thedinghausen 2001; ISBN 3-931699-06-4
- Lebenserinnerungen. Hrsg.: Heimatverein der Samtgemeinde Thedinghausen, Thedinghausen 2002; ISBN 3-931699-07-2
- Heimatbuch Wulmstorf. Hrsg.: Arbeitsgemeinschaft Heimatbuch Wulmstorf, Thedinghausen 2004; ISBN 3-931699-09-9
- Personen und Persönlichkeiten. Hrsg.: Heimatverein Samtgemeinde Thedinghausen, Thedinghausen 2004; ISBN 3-931699-08-0
- Riede im Wandel der Zeit. Hrsg.: Heimatverein Samtgemeinde Thedinghausen, Thedinghausen 2005; ISBN 3-931699-10-2
- mit Andreas Lechtape, Stefanie Klebe [Ill.] und Gudrun Müller [Ill.]: St. Andreas Riede. Schnell + Steiner, Regensburg 2012 (Kleine Kunstführer Nr. 2803), ISBN 978-3-7954-6948-1.